# Ponoj

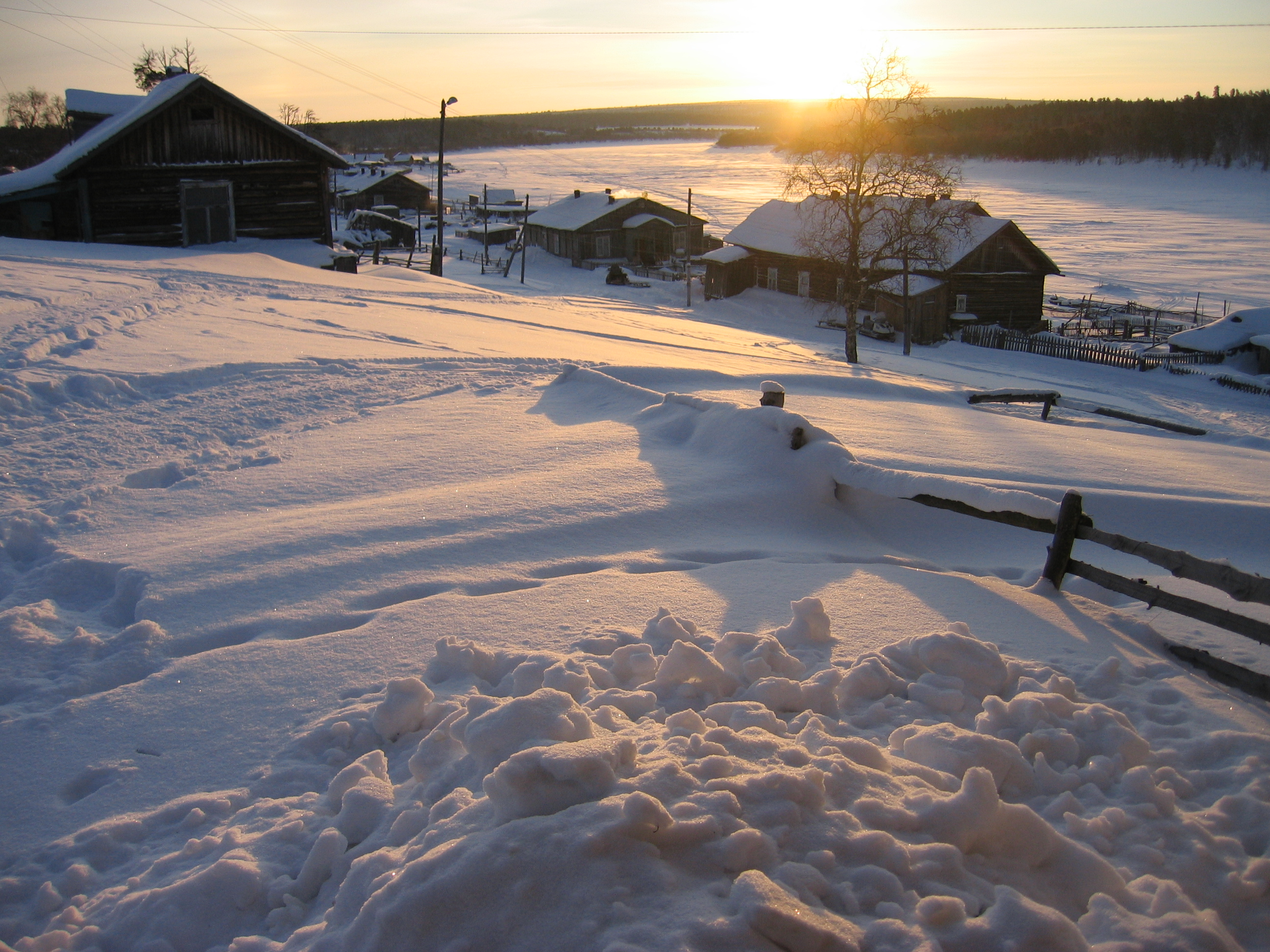

Ponoj, är en flod i Ryssland som rinner genom Kolahalvön och ut i Vita havet. Floden är mycket rik på fisk.